# 満月の夜なら
「満月の夜なら」（まんげつのよるなら）は、あいみょんのメジャー4枚目のシングル。ワーナーミュージック・ジャパン内のレーベル「unBORDE」から 2018年4月25日に発売された。

## 解説
前作「君はロックを聴かない」以来約8ヶ月ぶりのリリースとなった。前作と同じく、仕様がスリーブケース仕様になっている。
アートワークは過去作に続いてとんだ林蘭が担当している。また「満月の夜なら」のサビだけを視聴できるティザー映像で初めて一緒に動画も制作した。
表題曲「満月の夜なら」のミュージック・ビデオはメインとなる青年のキャストを小河原義経が務め、映像制作チームのThe 16.がディレクションを担当している。

## 収録曲

### 楽曲クレジット
| 全作詞・作曲: あいみょん。 |                                 |            |            |                                                                             |       |
| #                          | タイトル                        | 作詞       | 作曲・編曲 | 編曲                                                                        | 時間  |
| 1.                         | 「満月の夜なら」                | あいみょん | あいみょん | 近藤隆史、立崎優介、田中ユウスケ（共同編曲、プログラミング&全楽器演奏共作） | 3：26 |
| 2.                         | 「わかってない」                | あいみょん | あいみょん | 関口シンゴ                                                                  | 3：34 |
| 3.                         | 「満月の夜なら (Instrumental)」 | あいみょん | あいみょん | 近藤隆史、立崎優介、田中ユウスケ（共同編曲、プログラミング&全楽器演奏共作） | 3：25 |

### 楽曲解説
1. 満月の夜なら
官能的な香りの漂う歌詞をタイトなリズムと軽快なギターのストロークに乗せて歌うアッパーチューンで、それまでの音源と比べるとかなりシンプルなアレンジになっている[3][4]。これはあいみょんが歌詞を聴かせるにしてもリズム的にも、このアレンジのほうが生きると判断したため[4]。
シングル候補曲として作った10曲のうちのひとつで、デモの時点からメロディも歌詞も変わっている[4]。
歌詞は男性視点のもの[4]。官能的な内容だが、あいみょんによれば自分の原点に近いもので、それがこのタイミングでちょうどハマったという感じとのこと[4]。「いつも歌詞の内容は聴き手に妄想させてなんぼ」と思っているので、歌詞に出てくる「アイスクリーム」や「スパンコール」などの単語が何を意味しているのか、タイトルは歌詞のどこにかかっているのかなど、いろいろ妄想を膨らませてもらって何回も繰り返し聴いて欲しいと語っている[4][7]。
2. わかってない
相手へのもどかしい気持ちを詰め込んだミドルナンバーで、前年の4月に出来ていた曲[3][4]。
表題曲とは対照的に女性目線の歌詞で、奥ゆかしい女性が胸に秘めた思いやリアルな感情がストレートに書かれている。ただしリリース時点では楽曲制作から1年も経過していたために当時の心境はあまり覚えていないと語っており、インタビューでは「もしかしたら恋愛のことじゃなくて、何かに対して『ホンマの私はこうなのに勘違いされてるな。わかってないな』と思ったのかもしれない」と答えている[4]。
アコースティックなサウンドで、一曲目同様のシンプルなアレンジになっているが、これは流れで聞いていて違和感がない組み合わせにしようと思ったため[4]。選曲でも「満月の夜なら」にそのままつながっているような感じになる曲ということでこの曲が選ばれ、歌詞も対になるように男性目線に対して女性目線という具合にアンサーソングのようにも取れる関係になっている[4]。